# L'Eliana
L'Eliana är en ort i Spanien.   Den ligger i provinsen Província de València och regionen Valencia, i den östra delen av landet, 290 km öster om huvudstaden Madrid. L'Eliana ligger 91 meter över havet och antalet invånare är 16 552.
Terrängen runt L'Eliana är platt. Runt L'Eliana är det tätbefolkat, med 881 invånare per kvadratkilometer. Närmaste större samhälle är Valencia, 17,1 km sydost om L'Eliana. Trakten runt L'Eliana består till största delen av jordbruksmark.